# V20

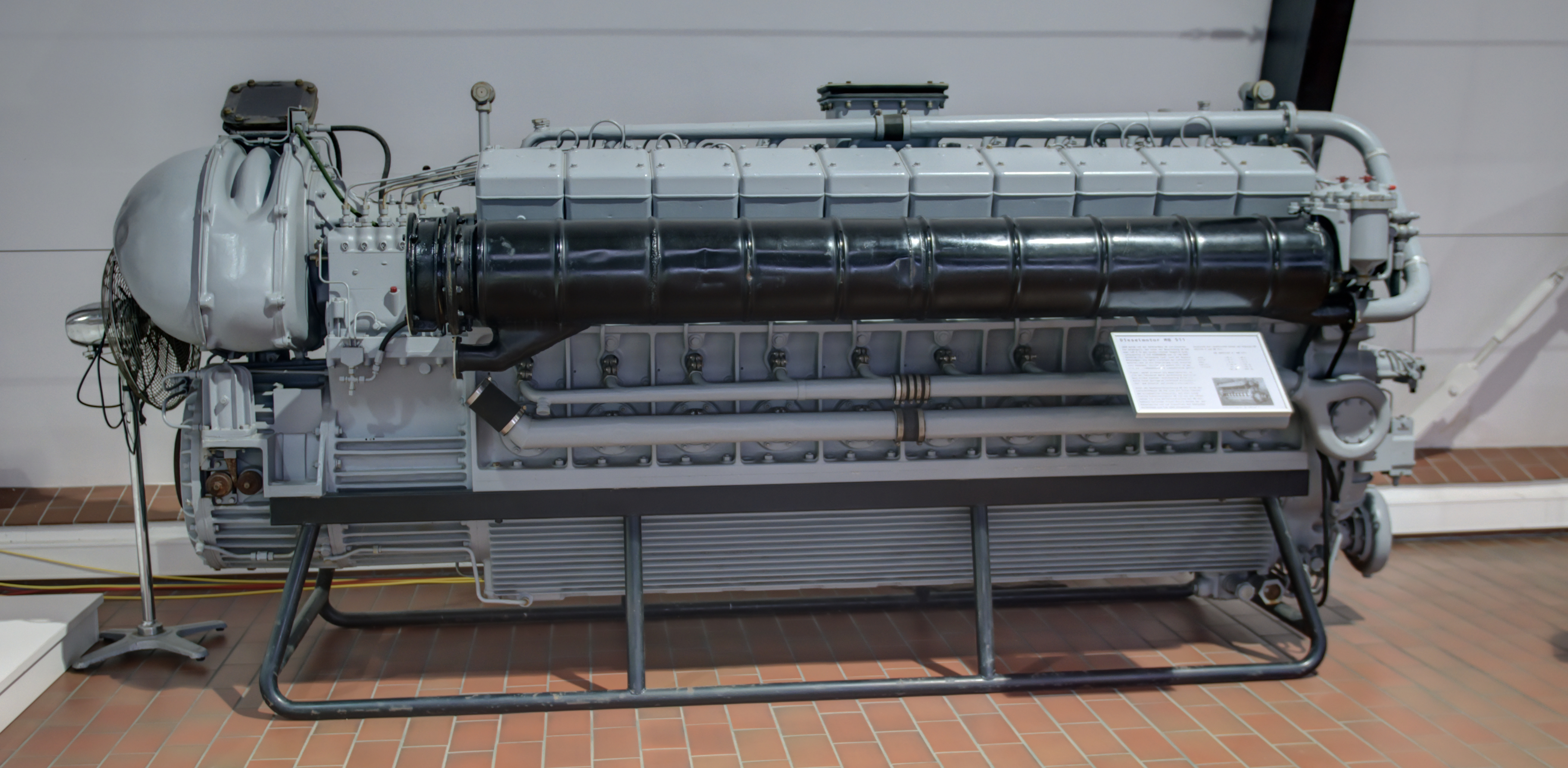

V20 – oznaczenie silnika widlastego mającego dwadzieścia cylindrów. Silniki w tym układzie stosuje się zazwyczaj do napędów okrętowych (zarówno jako maszyny zasadnicze, jak i generatory pokładowe), do celów energetyki, jak również w lokomotywach.